# 연방총리청 (독일)
연방총리청(聯邦總理廳, 독일어: Bundeskanzleramt)는 독일 연방총리가 집무하는 연방행정기관이다. 현재 연방총리청장(Chef des Bundeskanzleramt)은 볼프강 슈미트이다.

## 청사 건물의 역사

### 베를린 국가총리부 청사(1871년~1945년)
1871년 독일 제국이 성립하면서 제국재상(Reichskanzlei)의 집무처를 두었다. 폴란드 공족 안토니 라지비우(Antoni Radziwiłł)의 저택이던 라지비우 궁전을 사용하였다. 1938~39년 사이 알베르트 슈페어에 의해 신 국가총리부(총통 관저로 잘 알려진 것)가 지어졌으나, 1945년 소련군에 의해 파괴되었다.

### 본연방총리청 청사(1949년~2001년)

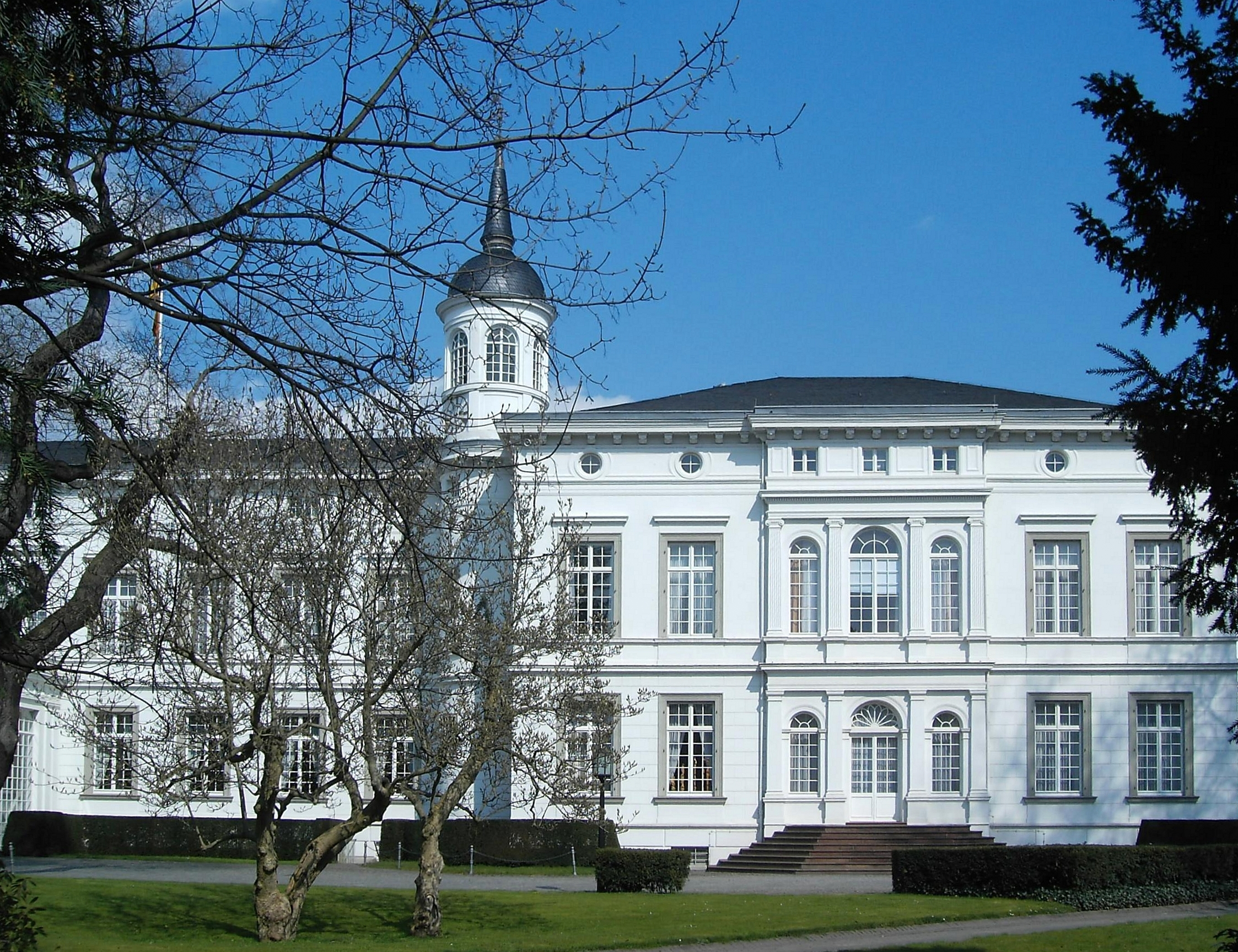
본 시절의 연방총리 집무실인 '샤움부르크 궁전'

독일 연방공화국(서독)이 성립하면서 샤움부르크 궁(Palais Schaumburg)을 연방총리의 집무실로 사용했으며, 1964년부터 집무실과 별개로 Kanzlerbungalow를 총리의 집무처로 두었다.

### 베를린연방총리청 청사(2001년~)

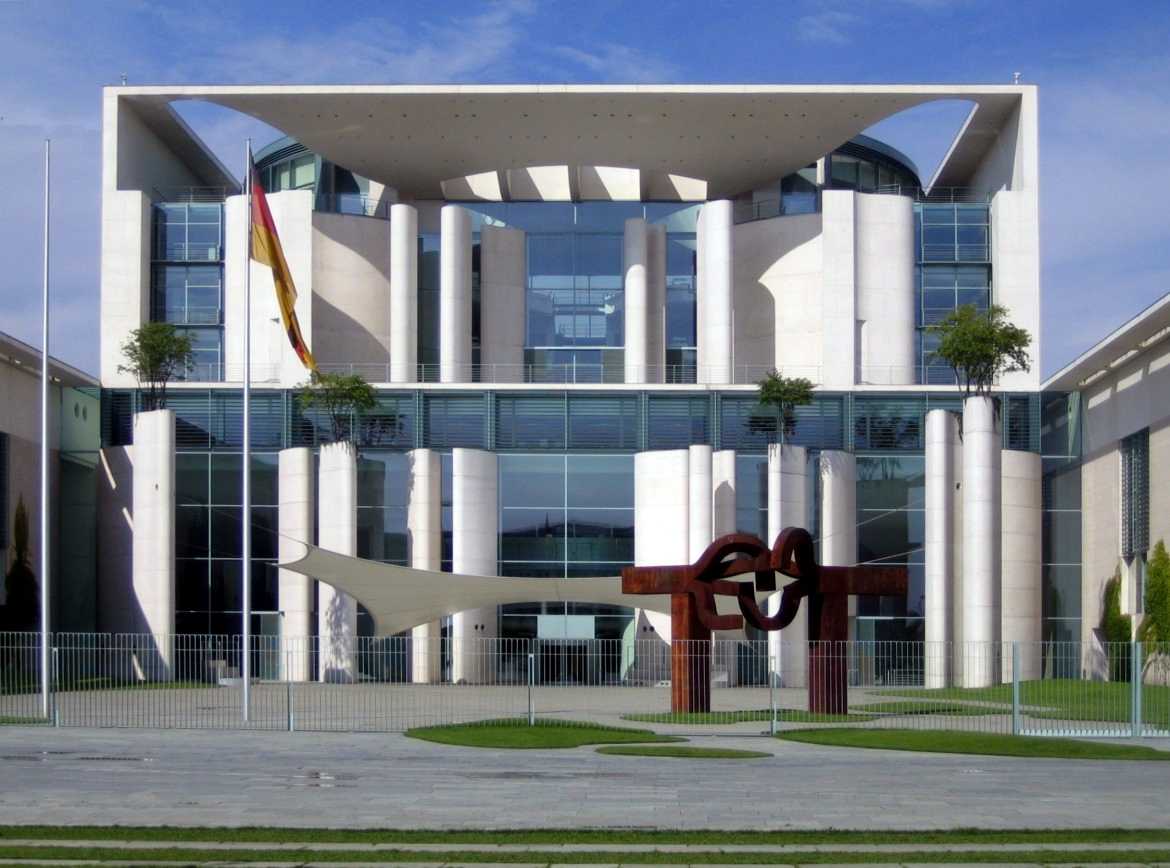
2001년부터 사용하고 있는 청사

독일의 재통일에 따라 총리의 집무처 또한 베를린으로 옮겨지면서 4년간의 공사 끝에 2001년 5월 완공된 집무처이다. 8층으로 된 세계 최대 규모의 집무처로, 부속건물까지 합하면 백악관의 8배나 된다. 별칭은 '콜로세움'이다. 독일 연방의회 의사당(라이히스타크)까지는 500m 거리다.

## 역대 연방총리청장
연방총리청장은 국무회의에 참석하며, 무임소장관을 겸직할 경우 각료 중 1인으로 취급된다.
- 발터 할슈타인 (CDU), 1950–1951
- 오토 렌츠 (CDU), 1951–1953
- 한스 글로프케 (CDU), 1953–1963
- 루트거 베슈트리크, 1963–1966
- 베르너 크니퍼, 1966–1967
- 카를 카르슈텐스 (CDU), 1967–1969
- 호르스트 엠케 (SPD), 1969–1972
- 호르스트 그라버트 (SPD), 1972–1974
- 만프레트 쉴러 (SPD), 1974–1980
- 만프레트 란슈타인 (SPD), 1980–1982
- 게르하르트 코노프, 1982
- 발데마르 슈레켄베르거 (CDU), 1982–1984
- 볼프강 셰우블레 (CDU), 1984–1989
- 루돌프 자이스터스 (CDU) 1989–1991
- 프리드리히 볼 (CDU), 1991–1998
- 보도 홈바흐 (SPD), 1998–1999
- 프랑크발터 슈타인마이어 (SPD), 1999–2005
- 토마스 데메지에르 (CDU), 2005–2009
- 로날트 포팔라 (CDU), 2009–2013
- 페터 알트마이어 (CDU), 2013-2018
- 헬게 브라운 (CDU), 2018-2021
- 볼프강 슈미트 (CDU), 2021~현직